# Макропруденциальная политика

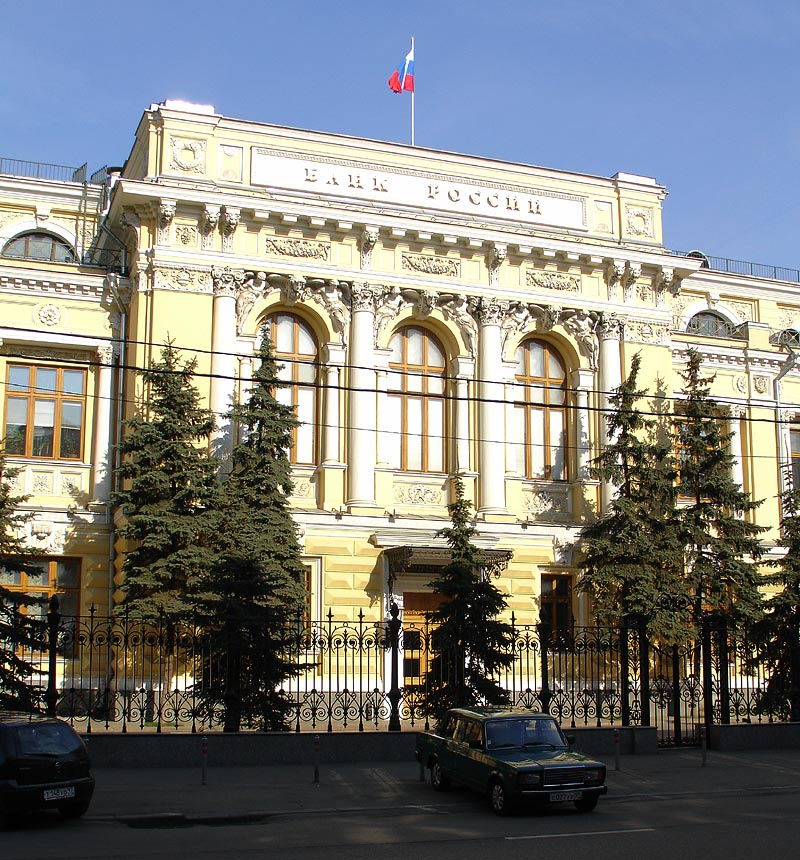
Банк России — регулятор, ответственный с 2013 г. за макропруденциальную политику в Российской Федерации

Макропруденциальная политика (англ. macroprudential policy) — комплекс упреждающих мер, направленных на минимизацию системного риска финансового сектора в целом либо в его отдельных секторах, в случае реализации которого значительное число участников финансового сектора становится неплатежеспособным или теряет ликвидность, в результате чего они не могут функционировать без поддержки органа денежно-кредитного регулирования или органа пруденциального надзора.

## История термина
Понятие «пруденциальный» (от англ. prudential) означает осторожный, благоразумный, дальновидный. Латинское слово prudentia означает благоразумие, рассудительность. Термин стал распространяться в финансовой лексике с конца XIX столетия начиная со страхового дела. Нередко слово «пруденциальный» включали в фирменное наименование страховщиков (например, Prudential Assurance Company (1848), Prudential Life Insurance Company of America (1875), Prudential Fire Insurance Co (1891) и т. д.).
В устойчивый оборот органов финансового регулирования выражение вошло в 1970-е годы, когда общий банковский надзор и регулирование стали называть «пруденциальными», то есть упреждающими, ориентированными на потенциальные риски, будущие, а не на уже проявившиеся проблемы. Уже в 1975 году Британская банковская ассоциация издала сборник «Пруденциальное регулирование банков в Европейском экономическом сообществе», в котором проводился сравнительный обзор банковского законодательства в Бельгии, Великобритании, Германии, Дании, Ирландии, Италии, Люксембурге, Нидерландах и Франции. К 1980-м годам выражение «пруденциальное регулирование и надзор» стало стандартным в лексиконе центральных банков и органов финансового регулирования. В 1987 году ОЭСР выпустила сводный отчет «Пруденциальный надзор в банковском деле», в котором раскрывались основные аспекты надзорной работы в банковском секторе, ставшие в последующем классическими. В настоящее время пруденциальное регулирование и надзор за финансовыми посредниками понимаются в смысле «микропруденциальный», то есть имеющий отношение к отдельно взятому финансовому институту, а не к финансовому сектору в целом.
Активное применение термина «макропруденциальная политика» пришлось на конец XX столетия, однако его происхождение относится к более раннему периоду. По мнению сотрудников Банка международных расчетов, впервые термин прозвучал в 1979 году на заседании Комитета Кука (предшественника Базельского комитета по банковскому надзору). Комитет начинал проект по сбору статистики о международном кредитовании и был обеспокоен слиянием микро- и макропроблем.
Отдельные инструменты макропруденциальной политики страны стали применять еще в 1990-е годы, однако широкое распространение макропруденциальная политика получила после глобального финансового кризиса 2007—2009 годов Кризис продемонстрировал недостатки традиционной политики: для обеспечения устойчивости финансовой системы недостаточно ценовой стабильности, надзора и регулирования в отношении отдельных финансовых институтов. В отличие от классической пруденциальной политики, макропруденциальный подход учитывает взаимосвязи между финансовыми институтами, финансовый цикл и возможные эффекты «заражения».

## Объекты макропруденциальной политики

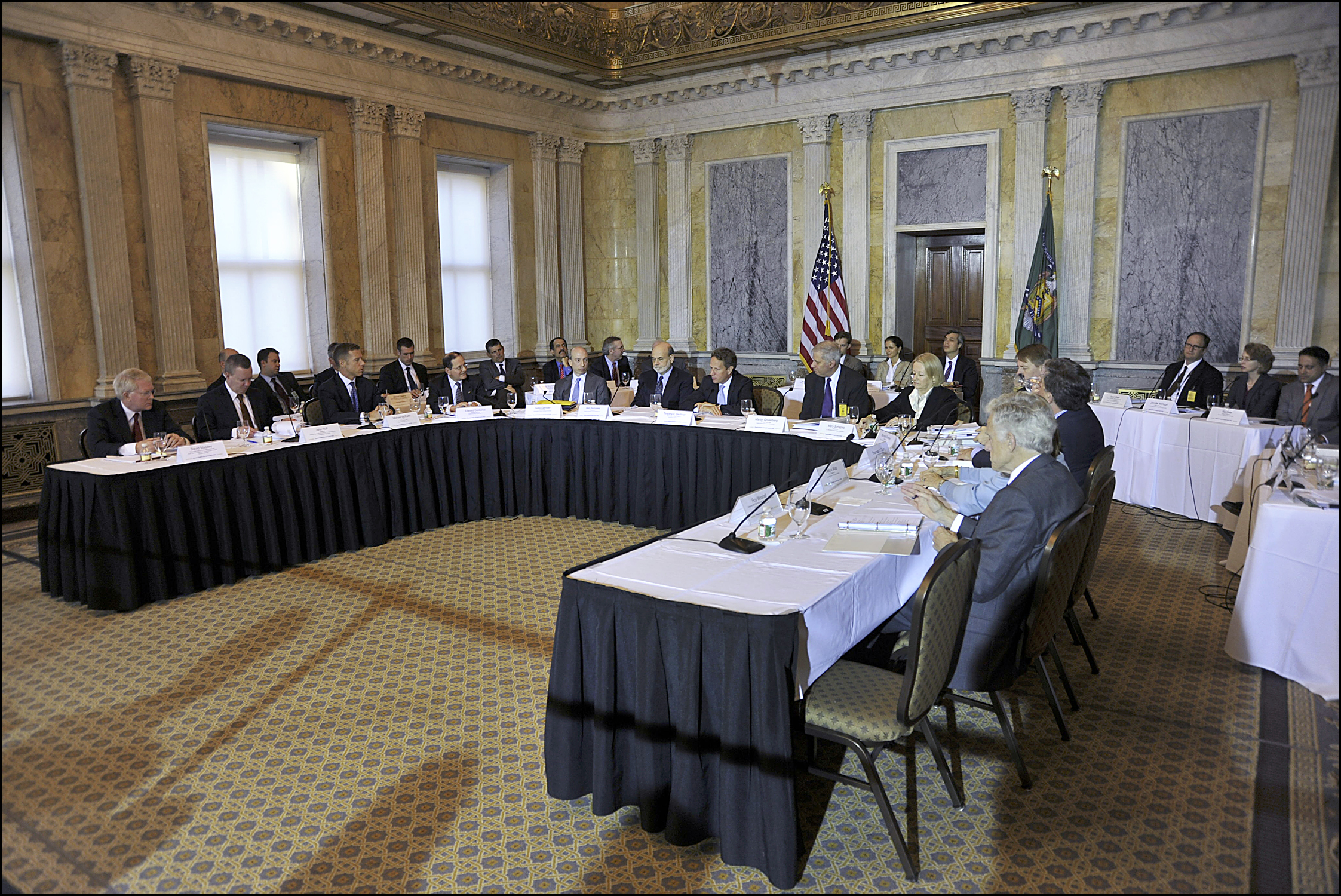
Financial Stability Oversight Council — федеральная правительственная организация, ответственная в США с 2010 г. за макропруденциальную политику

Объектами макропруденциальной политики выступают взаимоотношения между финансовыми посредниками, финансовыми рынками, инфраструктурой финансового рынка, а также между финансовой системой и реальным сектором. Макропруденциальная политика занимает промежуточное положение между денежно-кредитной политикой центрального банка, направленной на достижение целей макроэкономической стабилизации, и микропруденциальным регулированием и надзором, предназначенными для предотвращения несостоятельности отдельных финансовых посредников, а также защиты интересов их кредиторов, клиентов и вкладчиков.

## Задачи макропруденциальной политики
- поддержание устойчивости финансовой системы к агрегированным шокам, включая рецессию и внешние шоки путем создания дополнительных буферов капитала и ликвидности;
- ограничение избыточных финансовых рисков, принимаемых на себя финансовой системой (сдерживание резкого увеличения финансового рычага и волатильности фондирования);
- сглаживание финансового цикла (сокращения проциклического влияния цен на активы и на займы): предотвращение формирования «мыльных пузырей» на рынках финансовых активов, если они несут потенциальную угрозу устойчивости финансовой системы или будут иметь существенные отрицательные эффекты для нефинансового сектора;
- контроль над структурными факторами уязвимости финансовой системы, обусловленными взаимосвязями финансовых институтов, их совместной подверженностью рискам, а также ролью системно значимых финансовых институтов.

Задачи макропруденциальной политики носят взаимодополняющий характер. С одной стороны, на инструментальном уровне макропруденциальная политика основывается на микропруденциальных нормах и требованиях. Де-факто макропруденциальная политика опирается на пруденциальные требования, благодаря которым отдельные банки могут обладать достаточным собственным капиталом и ликвидностью, чтобы самостоятельно справляться с шоками и выполнять свои обязательства. Однако когда финансовый сектор переживает циклические колебания и все рыночные игроки в равной степени подвержены шокам, стационарных микропруденциальных требований может быть недостаточно.

## Разработчики макропруденциальной политики

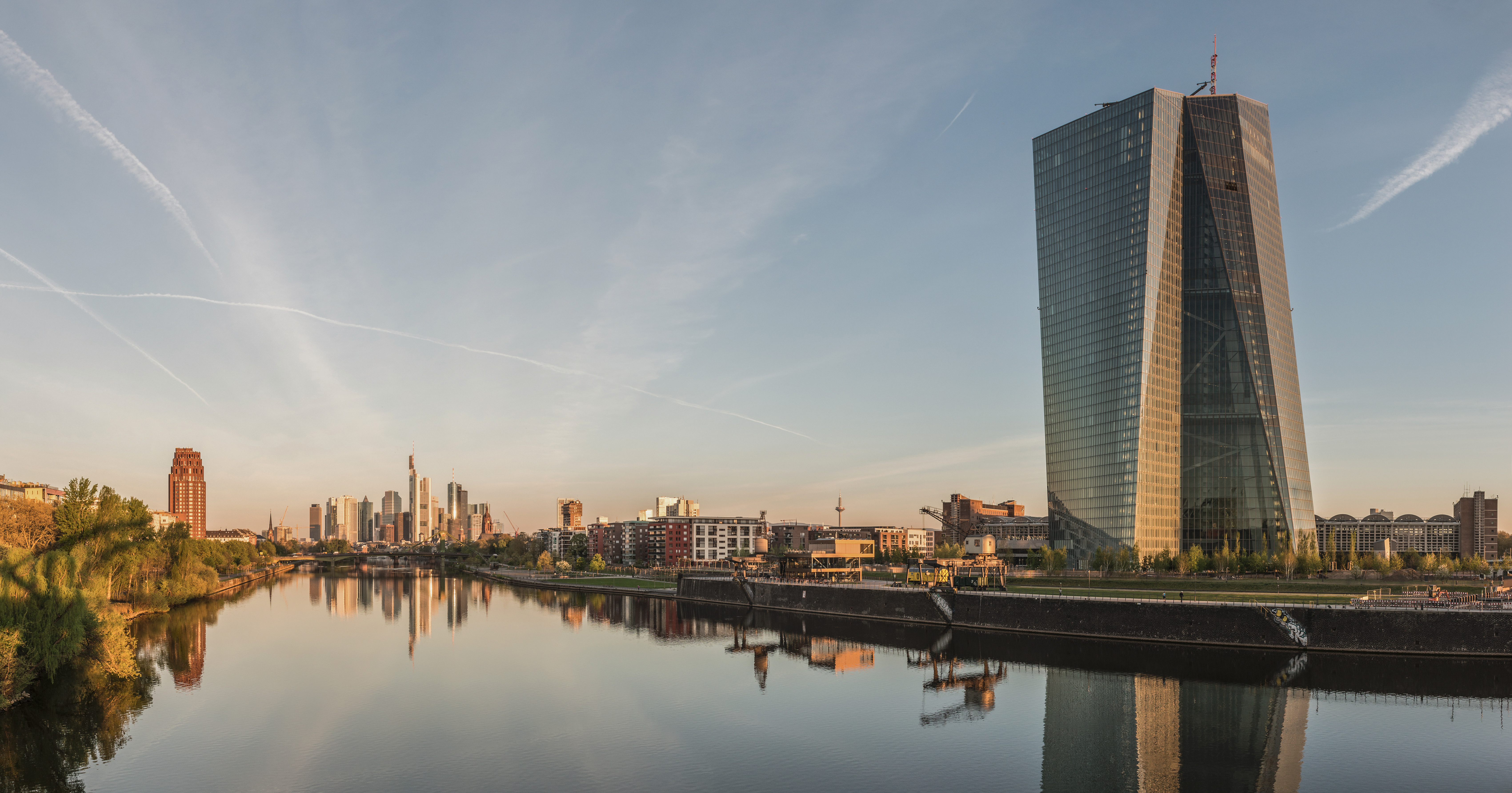
European Systemic Risk Board — панъевропейский совет, ответственный с 2010 г. за координацию макропруденциальных политик в Европейском союзе. Располагается на площадке Европейского центрального банка.

Основная роль в разработке глобальных стандартов макропруденциальной политики принадлежит МВФ, Совету по финансовой стабильности и Банку международных расчетов.
В годовом отчете 1998 г. МВФ впервые заявил, что «эффективный банковский надзор должен быть непрерывным.. это может быть обеспечено, главным образом, за счет документарного надзора как на микропруденциальном, так и на макропруденциальном уровне… макропруденциальный анализ основан на исследовании рынка и макроэкономической информации, в фокусе его внимания находятся ключевые рынки активов, финансовые посредники, макроэкономическое развитие и потенциальные дисбалансы». Для макропруденциального анализа в 2000 г. МВФ разработал «макропруденциальные индикаторы» (macroprudential indicators), которые на следующий год были переименованы в «показатели финансовой устойчивости» (financial soundness indicators). В 2003 г. программа расчета макропоказателей финансовой устойчивости была внедрена в Банке России.
В 2009 г. по результатам анализа глобального финансового кризиса 2007—2009 гг. три упомянутые международные организации предложили Группе двадцати «Руководство по оценке системной важности финансовых институтов, рынков и инструментов», в котором изложены основные идеи макропруденциальной политики. Консультативная «Группа тридцати» (Group of Thirty) в 2010 г. выпустила руководство по макропруденциальной политике. В нем приведены четыре ключевые ее характеристики:
- ответственность за устойчивость финансовой системы в целом,
- ограничение системного риска,
- применение специфического набора инструментов,
- взаимодействие с другими институтами государственной политики.

В 2016 г. международные организации опубликовали совместный доклад «Элементы эффективной макропруденциальной политики: уроки международного опыта», резюмирующий накопленный странами опыт в разработке и применении макропруденциальной политики. Основой для работы послужили доклады международных организаций, опыт отдельных стран, а также научные исследования. В течение 2010-х гг. МВФ опубликовал серию докладов, разъясняющих подходы к разработке и применению макропруденциальной политики.

## Условия реализации эффективной макропруденциальной политики
- наличие институциональных механизмов (полномочия, ответственность и подотчетность государственных институтов),
- регулярный анализ системных рисков финансового сектора и информирование о них финансовых институтов и общественности,
- разработка и внедрение пруденциальных мер, соответствующих выявленных рискам,
- оценка эффективности макропруденциальной политики,
- учет эффектов «миграции» финансовой активности между секторами, включая нерегулируемый «теневой» банковский сектор,
- публичное разъяснение макропруденциальной политики,
- взаимодействие макропруденциальной политики с другими мерами экономической политики государства.

## Инструменты макропруденциальной политики
- меры административного характера, направленные на сдерживание кредитования (лимиты на прирост кредитования);
- инструменты общего характера, основанные на воздействии на капитал или резервы на возможные потери (динамические резервы, контрциклический буфер капитала, динамические ограничения коэффициента левереджа);
- секторальные инструменты (ограничения на вложения в отдельные сектора, специфические требования к капиталу и коэффициенты риска, LTV, DTI, DSTI и LTI в ипотечном кредитовании);
- инструменты для управления риска ликвидности и валютного риска (формирование запасов высоколиквидных активов, показатели стабильного фондирования, лимиты на открытые валютные позиции);
- инструменты, влияющие на риски структурного характера, передаваемые через каналы взаимосвязей в финансовой системе (дополнительные требования к капиталу и ликвидности для системно значимых институтов, а также контроль взаимосвязей в области фондирования и на рынках деривативов);
- меры, направленные напрямую на потребителей финансовых услуг (налоги на физических лиц по сделкам с недвижимостью, меры по ограничению внешнего долга нефинансовых компаний).

## Микро- и макропруденциальные подходы

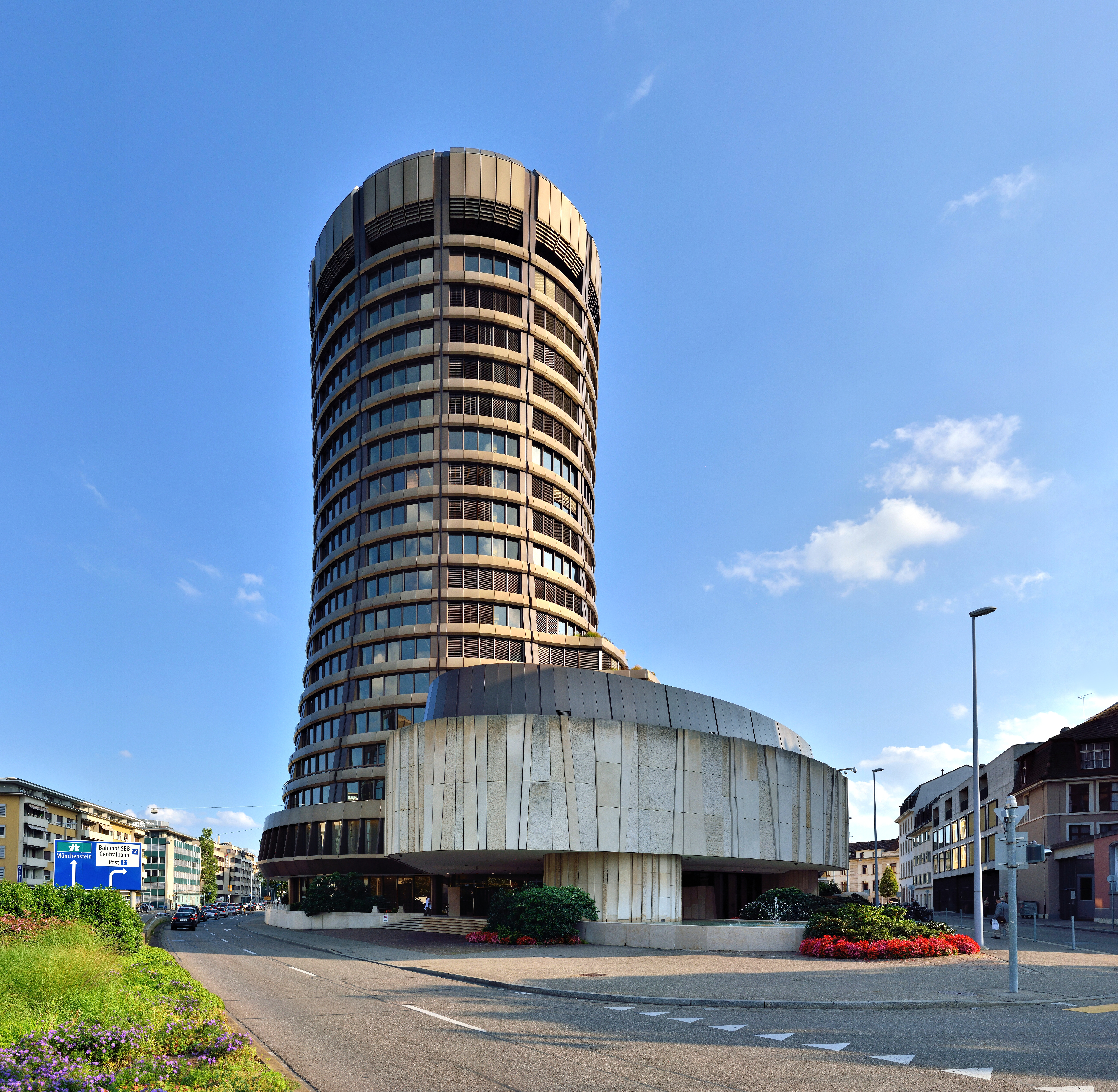
Банк международных расчётов — международная финансовая организация, в функции которой входит содействие сотрудничеству между центральными банками, глобальный интеллектуальный центр разработки стандартов макропруденциальной политики

Макропруденциальная политика уделяет внимание тому, что уходит из сферы интересов микропруденциальной политики, — системообразующим институтам, на связях между ними (которые проявляются через «эффект домино» в период кризиса) и на взаимосвязях банков с другими участниками финансового рынка, включая пенсионные фонды, страховые и инвестиционные компании. Таким образом, макропруденциальная политика отличается от микропруденциальной политики несколькими ракурсами (см. табл.). Во-первых, анализ устойчивости финансового сектора проводится на агрегированном уровне, а не на уровне отдельных институтов. Во-вторых, во внимание принимается весь финансовый сектор, а не только банки. В-третьих, следует анализировать взаимосвязи между системно значимыми институтами, действующими на разных рынках, чтобы оценивать цепочки в «эффекте домино». В-четвертых, макропруденциальный анализ должен иметь прикладное назначение: на его основе необходимо принимать решения об изменении настроек регулирования и надзора.
Табл. Сопоставление микро- и макропруденциального подходов.
| Характеристика                             | Макропруденциальная политика | Микропруденциальная политика                                                                                 |
| ------------------------------------------ | --- | --- |
| Конечная цель                              | Снижение издержек нестабильности, связанных с финансовым кризисом                                                                                              | Защита интересов вкладчиков и кредиторов банков                                                              |
| Промежуточная цель                         | Поддержание финансовой стабильности в целом | Предотвращение несостоятельности отдельных банков                                                            |
| Макроэкономический фактор                  | Макроэкономические условия рассматриваются как эндогенный фактор                                                                                               | Макроэкономические условия рассматриваются как экзогенный фактор                                             |
| Модель рисков в финансовом секторе         | Общие и систематические шоки | Специфические шоки                                                                                           |
| Оценка перспектив                          | Вероятностный подход, основанный на оценках рисков, акцент на сценарном анализе                                                                                | Подход, основанный на анализе формальной отчетности, акцент на внутреннем контроле и инспекционных проверках |
| Взаимосвязи и общие риски участников рынка | Основополагающие факторы | Не учитываются                                                                                               |
| Настройка пруденциальных норм              | Подход «сверху вниз»: отслеживание системных шоков финансового сектора                                                                                         | Подход «снизу вверх»: отслеживание рисков отдельных участников рынка                                         |
| Раскрытие информации                       | Широкое распространение результатов оценки, в том числе показатели финансовой устойчивости, макропруденциальные индикаторы, сигналы моделей раннего оповещения | Стандартизированные отчеты и конфиденциальная информация для целей надзора                                   |

Источник: Hirtle B., Schuermann T. and Stiroh K. Macroprudential Supervision of Financial Institutions: Lessons from the SCAP. Federal Reserve Bank of New York Staff Reports № 409. November 2009. P. 13.

## Взаимодействие макропруденциальной и денежно-кредитной политики
Макропруденциальная политика тесно связана с денежно-кредитной политикой. В условиях сбалансированной макроэкономической конъюнктуры реализация задач макропруденциальной политики будет способствовать достижению целей денежно-кредитной политики, таким как ценовая стабильность. Однако в случае макроэкономического дисбаланса между макропруденциальной и денежно-кредитной политикой возможен конфликт целей. Перед регулятором встанет выбор между поддержкой реальной экономики и финансовой системы. К примеру, в случае спекулятивного давления на валютном рынке и паники вкладчиков денежные власти столкнутся с дилеммой: обеспечивать банки ликвидностью для погашения обязательств или противостоять валютному кризису, ограничивая банковскую ликвидность. В зависимости от характеристик финансовой системы, ее влияния на реальный сектор экономики и профиля шока выбор регулятора носит дискреционный характер. В ряде экстремальных ситуаций денежно-кредитная политика может не соответствовать достижению макроэкономического баланса. Например, когда процентные ставки находятся на уровне около нуля или, наоборот, когда для борьбы с оттоком капитала и обесценением национальной валюты центральный банк вынужден устанавливать чрезмерно высокие процентные ставки, негативно влияющие на экономику. В таком случае макропруденциальная политика может заместить традиционную денежно-кредитную политику, которая потеряла должную эффективность.

## Макропруденциальная политика в России
В 2011 г. в Банке России был создан Департамент финансовой стабильности. При формировании мегарегулятора (присоединения ФСФР к Банку России) в 2013 г. в Федеральный закон № 86-ФЗ «О Центральном банке Российской Федерации (Банке России)» были внесены изменения, предусматривающие включение в официальный мандат Банка России цели по обеспечению стабильности финансового рынка. В 2014 г. в Банке России создан Комитет финансовой стабильности под руководством Председателя Э. С. Набиуллиной. Комитет на регулярной основе оценивает системные риски и устойчивость финансовой системы, обсуждает потенциальные макропруденциальные и антикризисные меры. Для улучшения межведомственной координации в июле 2013 г. Правительство РФ создало Национальный совет по обеспечению финансовой стабильности, который с 2015 г. возглавляет первый заместитель Председателя Правительства Российской Федерации И. И. Шувалов. В Совет входят руководители Министерства финансов, Министерства экономического развития, АСВ и Банка России. В рамках Национального совета по обеспечению финансовой стабильности обсуждаются текущие вопросы финансовой устойчивости и разрабатываются рекомендации для соответствующих органов власти.